# Front Środkowy (1920)
Front Środkowy – związek operacyjny Wojska Polskiego utworzony w trakcie wojny polsko-bolszewickiej dyrektywą Wodza Naczelnego marsz. Józefa Piłsudskiego z 28 maja 1920 r. Do 25 czerwca nosił nazwę Frontu Ukraińskiego,  do 9 lipca Frontu Rydza-Śmigłego, a do 6 sierpnia Frontu Południowo-Wschodniego.

## Formowanie i zmiany organizacyjne
23 marca rozwiązano fronty i na ich miejscu utworzono armie. Powodem było przekonanie, że były to twory w dużej mierze improwizowane i ograniczające wpływ NDWP na działania wojenne. W wyniku tego z 3 frontów na wschodzie utworzono 5 armii. Ale problemy z dowództwem większej ilości formacji doprowadziły do ponownego utworzenia frontów. Drugim z nich był Front Ukraiński, działający na ukraińskim teatrze działań. Powstał on podczas lekkiej reorganizacji wojsk polskich na Ukrainie, kiedy to rozwiązano 2 Armię i powołano wspólne dowództwo dla reszty.
10 lipca Front Ukraiński został przemianowany na Front Południowo-Wschodni.

## Działania wojsk Frontu
27 maja Armia Czerwona rozpoczęła realizację ustaleń charkowskich. Zgodnie z nimi, wojska Frontu Południowo-Zachodniego Jegorowa uderzyły siłami swoich armii (12, 14 i 1 Armia Konna Budionnego – Konarmia) na polskie formacje.  Pierwsza uderzyła 12 A na polską 3 A w Kijowie. Jej dowódca, Edward Rydz-Śmigły, zmuszony został do przerzucenia części swoich sił do miasta, przez co przeciwko 13 DP stanęła cała Konarmia. Doszło do kilkudniowych walk, w których ostatecznie brały udział:
- po stronie polskiej - 13 DP, DJ i kilka batalionów z odwodów Frontu
- po stronie radzieckiej - 4, 6, 11, 14 DK

Mimo początkowych porażek (zniszczenie dwóch batalionów), 1 czerwca WP zwyciężyło, jednak dowództwo Frontu zużyło wszystkie rezerwy.
5 czerwca Budionny ponownie uderzył, tym razem zmienił taktykę, przez co, mimo użycia Dywizji Jazdy, doszło do przerwania frontu i wejścia Armii Konnej na tyły wojsk polskich. 7 czerwca zajęła ona Żytomierz i Berdyczów, a 10 czerwca Fastów na przedpolach Kijowa. Jednak 3 i 6 Armia trzymały się swoich stanowisk, a nawet odnosiły lokalne sukcesy, lecz na skutek desantu na północ od Kijowa zgrupowanie Rydza-Śmigłego zostało okrążone. Przyczyniło się do jego ocalenia, gdyż pozycje wokół miała zająć 12 Armia, a Konarmię wysłano na zachód. 3 Armia 10 czerwca przerwała front i wycofała się wraz z innymi formacjami gen. Listowskiego na pozycje sprzed kwietniowej ofensywy.
Po pierwszej klęsce NDWP zdecydowało o reaktywacji 2 Armii (dowódca - gen. Kazimierz Raszewski) i rzuceniu jej 19 czerwca do walki z Konarmią w rejonie Nowogrodu Wołyńskiego. Budionny poniósł tam znaczne straty i wycofał się w celu uzupełnienia sił. Sukces na środkowym odcinku frontu zneutralizowały klęski na północy i południu, gdzie utracono Olewsk i Żmerynkę. 22 czerwca nieprzyjaciel ponowił ofensywę, zajmując do 25 czerwca Nowogród i Emilczyn, po czym nastąpił odwrót 2. armii i parodniowa przerwa w walkach.
Układ sił Frontu był niekorzystny, gdyż pozycje zgrupowania gen. ppor. Raszewskiego w wyniku naporu konnicy bolszewickiej były cofnięte w stosunku do reszty armii i powstały luki bronione tylko przez brygady. Nowy dowódca Frontu, gen. por. Śmigły-Rydz, postanowił wykorzystać umiejscownienie wojsk w celu uderzenia z północy (1 DP), zachodu (2 A) i południa (18 DP) na Konarmię i jej zniszczenia. Operacja rozpoczęła się 30 czerwca i z powodu przewagi sowieckiej oraz niezsynchronizowania zakończyła się odwrotem wojsk polskich nad Horyń oraz oskrzydlaniem twierdzy Równe.
Na przełomie czerwca i lipca toczyły się ciężkie walki 2 Armii z Armią Konną o przyczółek na tej rzece i w okolicach Hrycowa, który ostatecznie zdobyła 18 DP i doprowadziła do odwrotu części sił wroga na Zasław, zdobyty 5 lipca. Nie przeszkodziło to Sowietom w zajęciu Olewska, przełamaniu frontu i dostania się na tyły polskie przez 8 DK i zdobyciu Równego 4 lipca przez Budionnego. Nie wykorzystał on tego zwycięstwa, gdyż rozkazem dowództwa Frontu Południowo-Zachodniego skierował swoje siły na Hrubieszów, Łuck i Włodzimierz Wołyński, czym rozproszył 1 AK. Ułatwiło to zadanie gen. Raszewskiemu, który 8 lipca odbił Równe,  uzyskując wolną drogę odwrotu na Łuck. Wycofywała się też grupa gen. por. Krajowskiego (18 DP i XX BP), odwracając uwagę wroga od wydarzeń w Równym.
Walki z początku lipca znacznie osłabiły konnicę bolszewicką, co pozwoliło Frontowi Południowo-Wschodniemu na przegrupowanie i zajęcie pozycji obronnych: 6 A – Zbrucz, 2 A – Ikwa, 3 A – Styr. 12 lipca Sowieci uderzyli na Dubno, tracąc je 13 lipca, co pozwoliło 18 DP na wiązanie połowy sił Konarmii. Reszta zaatakowała Targowicę i Łuck, 12. armia 3., a 14. pozycje polskiej 6. nad Zbruczem. Ciężkie walki toczyły się do 23 lipca, gdy grupa gen. Krajowskiego, wzmocniona częścią 6 DP, ustąpiła z rejonu Dubna na Brody, z których wobec przewagi wroga (cała armia Budionnego) 26 lipca wycofała się na zagrożony kierunek lwowski. W tym czasie 2 Armia przegrupowywała swoje siły do operacji, nazwanej później bitwą pod Brodami, która miała się rozpocząć rankiem 29 lipca. Do tego czasu dochodziło do niewielkich walk między wojskami polskimi a bolszewickimi.
Przeprawa części sił 2 Armii (1 DJ, 1 i 6 DP), z powodu braku komunikacji zakończyła się klęską wojsk polskich. Utrzymały jednak przyczółek i zadały straty przeciwnikowi. 18 DP toczyła tylko boje spotkaniowe z niewielkimi jeszcze siłami Konarmii, która 30 lipca otrzymała rozkaz zdobycia Lwowa i zniszczenia 2. armii. Dowództwo polskie postanowiło temu przeciwdziałać, ale zarówno próba likwidacji wyłomu kawalerii Budionnego na zachód od Styru, jak i zdobycia Brodów nie powiodły się. 31 lipca dochodziło jedynie do działań lokalnych. 1 sierpnia toczyły się zażarte walki na całej linii, a zwłaszcza na odcinku 18 DP, której XXXVI BP została okrążona w Toporowie oraz 1 DP (?), kierującą się na Brody, współdziałając z grupą jazdy atakującą Radziwiłłów. Wieczorem 31 lipca dowódca 2 Armii wydał rozkaz do natarcia (rozkaz op. L. 4112/III) o treści (pisownia oryginalna): 
„O ile sprawdzonem zostanie niewątpliwie, że armia konna Budiennego rzeczywiście przegrupowała się w rejon wymieniony nakazuję:
”Grupa Jazdyuderzy jaknajrychlej, przekraczając Sydołówkę pod Mikołajewem i Skrohyłowem na Szczurowicę i Leszniów, działając na zachodnią flankę i tyły nieprzyjaciela;
”6 Dyw. Piech. Uderzy całą siłą z Beresteczka w kierunku płdn. Mytnica – Leszniów;
”1 Dyw. Leg. Chroni aktywnie lewą flankę 6 Dyw.;
”Atak rozpocząć dnia 1 sierpnia:
”6 Dyw. o godz., 5-ej rano
”Grupa Jazdy godz 7-ma”.
 Skłoniło to Jegorowa do wzmocnienia sił Armii Konnej, czego nie udało mu się dokonać z powodu skutecznego wiązania jego sił przez 6 Armię. 2 sierpnia rozpoczęło się decydujące natarcie 2 Armii na Brody, wspomagane przez kawalerię oskrzydlającą konnicę radziecką w rejonie tego miasta. Toczyły się zażarte boje, w wyniku których rozbita i osłabiona Konarmia wycofała się, a samo miasto zdobyto 3 sierpnia. Tego samego dnia polskie jednostki otrzymały rozkaz gwałtownego uderzenia na wroga i szybkiego wycofania się w celu użycia ich w bitwie warszawskiej.
W ramach przygotowań do bitwy wojska Frontu Środkowego przeszły całkowitą reorganizację - 2 A przekazano Frontowi Północnemu, w zamian otrzymując 4 Armię, a 6 A Frontowi Południowemu. Zadanie wojsk gen. Rydza-Śmigłego polegało na uderzeniu na flankę Frontu Zachodniego i odcięciu jego dróg ucieczki. W związku z tym zajęły pozycje od Dęblina po Brody.
16 sierpnia wojska Frontu Środkowego rozpoczęły natarcie, zakończone 18 sierpnia. W wyniku tych walk rozbita została Grupa Mozyrska i część 16 Armii. Od tej pory wojska polskie (zwłaszcza powiększona o 2 Armię formacja gen. por. Rydza) na północnym teatrze działań ścigały przeciwnika do granicy z Prusami Wschodnimi, z którą schroniły się: 4 A (w tym 3 Korpus Kawalerii) i część 15 A 23 sierpnia, wraz ze zmianą sytuacji na froncie, rozwiązano Front Środkowy, a jego armie przegrupowano do kolejnej ofensywy.

## Ordre de Bataille
- 2 Armia (19 VI - 6 VIII, ponownie 18-23 VIII)
- 3 Armia (28 V - 23 VIII)
- 4 Armia (6-23 VIII)
- 6 Armia (28 V - 10 VIII)

Łącznie:
- ok. 60 000 żołnierzy (czerwiec)
- ok. 50 000 żołnierzy (sierpień)

## Obsada personalna Dowództwa Frontu
- dowódcy frontu
  - gen. por. Antoni Listowski (28 V - 26 VI 1920)
  - gen. por. Edward Śmigły-Rydz (26 VI - 23 VIII 1920)
- szef sztabu – ppłk SG Tadeusz Kutrzeba
- referent sądowo-prawny – ppłk KS dr Aleksander Morawski